# Schizenterospermum majungense
Schizenterospermum majungense är en måreväxtart som beskrevs av Anne-Marie Homolle och Jean Arènes. Schizenterospermum majungense ingår i släktet Schizenterospermum och familjen måreväxter. Inga underarter finns listade i Catalogue of Life.